# Papua Nuova Guinea ai Giochi della XXIX Olimpiade
Papua Nuova Guinea ha partecipato ai Giochi della XXIX Olimpiade di Pechino, svoltisi dall'8 al 24 agosto 2008, con una delegazione di 7 atleti.

## Atletica leggera
| Gara                    | Atleta      | Batterie | Batterie | Quarti | Quarti | Semifinali | Semifinali | Finale | Finale |
| Gara                    | Atleta      | Tempo    | Pos.     | Tempo  | Pos.   | Tempo      | Pos.       | Tempo  | Pos.   |
| ----------------------- | ----------- | -------- | -------- | ------ | ------ | ---------- | ---------- | ------ | ------ |
| 400 m ostacoli maschili | Mowen Boino |          |          | 51"47  | 6      |            |            |        |        |
| 100 m femminili         | Mae Koime   | 11"68    | 6        |        |        |            |            |        |        |

## Nuoto
| Gara                        | Atleta               | Batterie | Batterie | Semifinali | Semifinali | Finale | Finale |
| Gara                        | Atleta               | Tempo    | Pos.     | Tempo      | Pos.       | Tempo  | Pos.   |
| --------------------------- | -------------------- | -------- | -------- | ---------- | ---------- | ------ | ------ |
| 100 m stile libero maschili | Ryan Pini            | 49"72    | 39       |            |            |        |        |
| 200 m stile libero maschili | Ryan Pini            | 1'49"04  | 32       |            |            |        |        |
| 100 m farfalla maschili     | Ryan Pini            | 52"00    | 14       | 51"62      | 8          | 51"86  | 8      |
| 50 m stile libero femminili | Anna-Liza Mopio Jane | 26"47    | 42       |            |            |        |        |

## Pugilato
| Gara               | Atleta      | Sedicesimi                        | Ottavi | Quarti | Semifinali | Finale |
| ------------------ | ----------- | --------------------------------- | ------ | ------ | ---------- | ------ |
| Pesi mosca leggeri | Jack Willie | Amnat Ruenroeng (Thailandia) 2-14 |        |        |            |        |

## Sollevamento pesi
| Gara  | Atleta    | Strappo | Strappo | Slancio | Slancio | Totale | Posizione |
| Gara  | Atleta    | Ris.    | Pos.    | Ris.    | Pos.    | Totale | Posizione |
| ----- | --------- | ------- | ------- | ------- | ------- | ------ | --------- |
| 53 kg | Dika Toua | 80      | 8       | 104     | 7       | 184    | 8         |

## Taekwondo
| Gara  | Atleta       | Ottavi                           | Tabellone principale | Tabellone principale | Tabellone principale | Ripescaggi | Ripescaggi |
| Gara  | Atleta       | Ottavi                           | Quarti               | Semifinali           | Finale               | Semifinali | Finale     |
| ----- | ------------ | -------------------------------- | -------------------- | -------------------- | -------------------- | ---------- | ---------- |
| 49 kg | Theresa Tona | Tran Thi Ngoc Truc (Vietnam) 0-5 |                      |                      |                      |            |            |